# Prospect Magazine
Prospect – brytyjski miesięcznik o tematyce ogólnej, specjalizującym się w polityce, ekonomii i sprawach bieżących. Tematy obejmują politykę brytyjską, europejską i amerykańską, zagadnienia społeczne, sztukę, literaturę, kino, naukę, media, historię, filozofię i psychologię. Zawiera między innymi mieszaninę długich artykułów analitycznych i reportaż.
Pierwszy numer miesięcznika został wydany w 1995 roku przez Davida Goodharta, następnie przez  starszego korespondenta Financial Times Dereka Coombsa. 